# ناحية الكرامة
ناحية الكرامة إحدى نواحي سوريا تتبع إداريّاً لمحافظة الرقة منطقة الرقة ومركزها بلدة الكرامة، بلغ تعداد سكان الناحية 74429 نسمة حسب التعداد السكاني لعام 2004.

## بلدات وقرى ناحية الكرامة
أبو توتة، العالية، بدر، البلدية، البيدر (فاطسة بيرم)، الإسماعيلية (فاطسة عبد الإسماعيل)، الغسانية، الهالة (خس هبال)، الهامة، حمرة بلاسم، جديدة كحيط، جديدة خابور، الكرامة، لكسون، مسعدة، مطب البوراشد، مضر، الناصرة، عوجة بتير، القادسية، القادسية الكجلة، السامرة (عويجة حمد العساف)، الشاهر، اليعربية (خس عجيل)، المنامة، بويطية، بئر عظمان، حرية، شويحان طريفاوي، متمصي.